# Lake Saint Louis
Pour les articles homonymes, voir Saint-Louis.
Lake Saint Louis est une ville du  comté de Saint Charles, dans l'État du Missouri, aux États-Unis. Sa population était de 10 169 personnes lors du recensement de 2000.

## Géographie
Selon le Bureau du recensement des États-Unis, la ville aurait une superficie totale de 21.6 km² (8.3 mi²). 19,4 km2 (7.5 mi²) de son territoire est occupé par des terres et boîsés et 2,2 km2 (0.8 mi²) est occupé (10,08 %) par l'eau.

## Personnalités célèbres actuelles et passées
- Howard Bailey, Jr., Platinum selling music artist
- Jonathan Dolan, Sénateur de l'État du Missouri
- Cornell Haynes, Jr., Grammy Award winning music artist
- Shaun Murray, Four time World Champion wakeboarder
- Randy Orton, 7 fois wwe champions et le plus jeune champion du monde poids lourd